# Frankfurter Museumsgesellschaft
Die Frankfurter Museums-Gesellschaft e. V. ist ein Kulturverein in Frankfurt am Main und Träger der Frankfurter Museumskonzerte. Die Konzerte finden heute in der Alten Oper statt. Das Frankfurter Opern- und Museumsorchester, das städtische Orchester der Oper Frankfurt, ist eines der bedeutenden deutschen Sinfonieorchester.

## Gründung der Museums-Gesellschaft
1808 gründeten Frankfurter Bürger das Museum, eine Gesellschaft zur „Pflege der Musen“ und zur Förderung der schönen Künste: Literatur, bildende Kunst und Tonkunst. Zu den Gründern des Museums gehörten der Bibliothekar des Fürstprimas Carl Theodor von Dalberg, Nikolaus Vogt, der Oberbaurat Clemens Wenzeslaus Coudray und der Stadtbaumeister Johann Friedrich Christian Hess. Die Satzung des Vereines beschränkte die Mitgliederzahl auf 150. Seit ihrer Gründung ließ die Gesellschaft in ihren als Großes Museum bezeichneten Veranstaltungen auch sinfonische Musik aufführen. Hierfür wurde das Orchester des Frankfurter Comoedienhauses verpflichtet, das spätere Opernorchester. Einen großen Aufschwung nahm das Frankfurter Musikleben nach den napoleonischen Kriegen. 1817 übernahm Louis Spohr die Leitung des Orchesters, Vorsitzender der Museums-Gesellschaft wurde im gleichen Jahr der Pfarrer und Historiker Anton Kirchner. 1821 bis 1848 leitete Carl Guhr das Orchester. Als er im Juli des Revolutionsjahres 1848 starb, entschied sich die Museums-Gesellschaft, einen eigenen Leiter der Musikklasse zu ernennen. Das Städtische Orchester hatte damit erstmals zwei Leiter: Kapellmeister des Theaters wurde Louis Schindelmeisser, während Franz Messer, seit 1837 Leiter des Cäcilienvereins, nun auch die Museumskonzerte leitete. Bis 1924 behielt das städtische Orchester zwei künstlerische Leiter, einen für den Theater- und einen für den Konzertbetrieb.

## Die Museumskonzerte im Saalbau

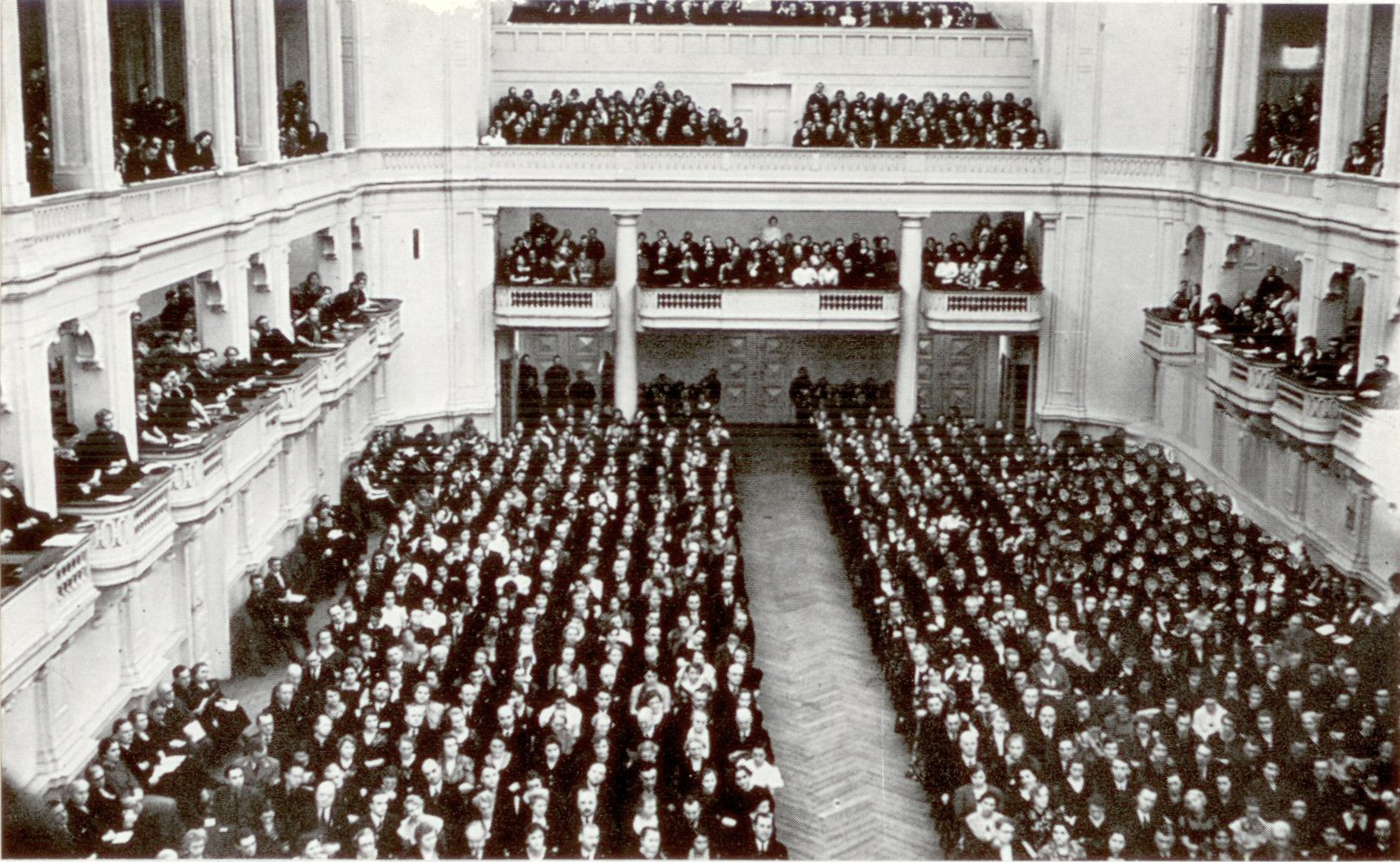
Der Saalbau der Museums-Gesellschaft, Ort vieler Uraufführungen, 1944 zerstört

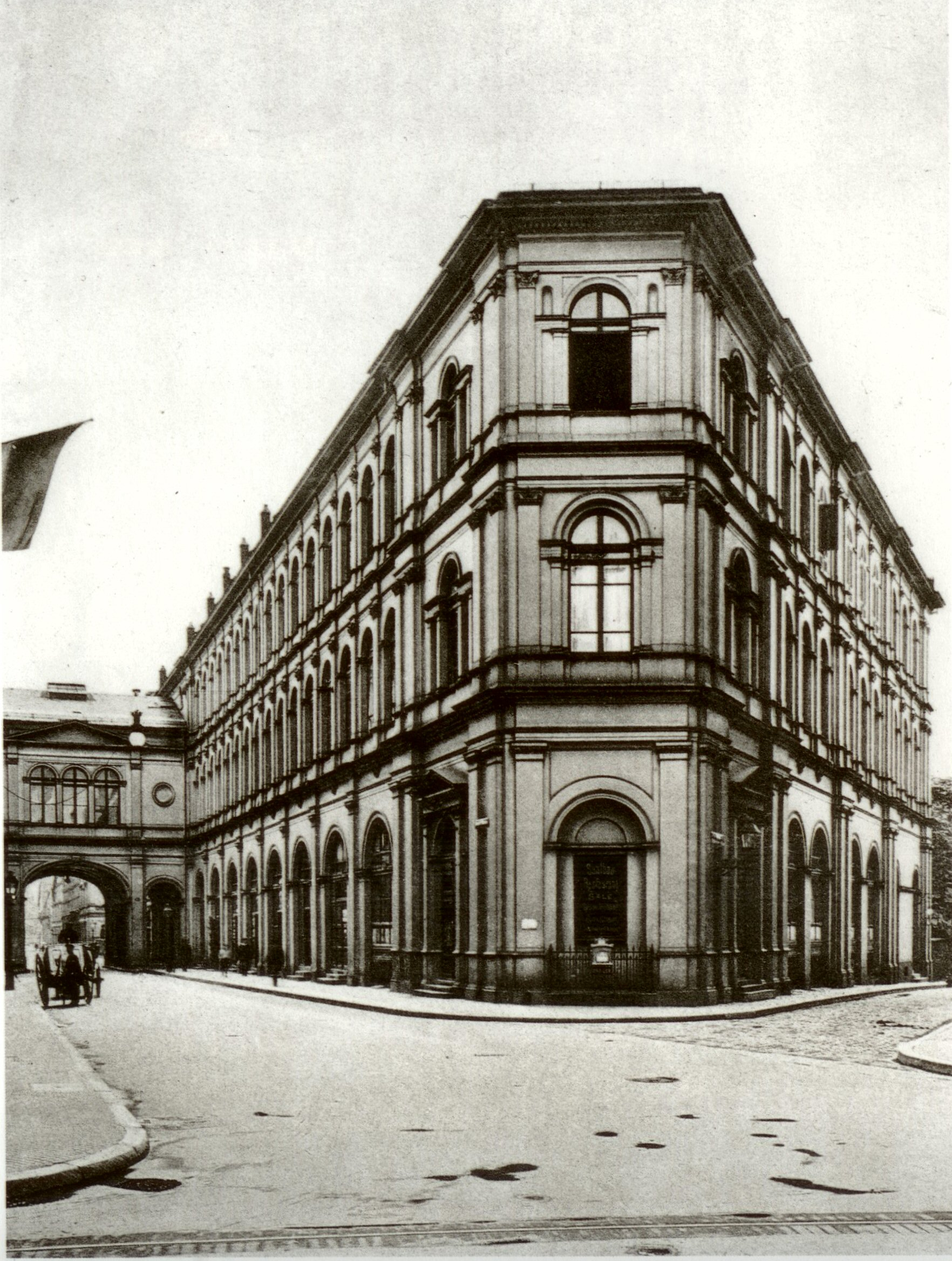
Der Saalbau 1890

Nach 1848 konzentrierte sich die Museums-Gesellschaft mehr und mehr auf die Musik, obwohl sie noch bis 1886 gelehrte Vorträge mit Rednern wie Felix Dahn, Alfred Brehm und Richard von Helmholtz organisierte. Von 1832 bis 1860 fanden die Museumskonzerte im Großen Speisesaal des Hotel Weidenbusch im Steinweg statt, der Platz für 1000 Besucher bot. 1851 übernahm das Städel die bedeutenden Gemäldesammlungen. 
1860 übernahm Carl Müller die Leitung der Museumskonzerte, der auch Nachfolger Messers als Dirigent des Cäcilienvereins war. 1861 wurden die Konzerte der Gesellschaft in den neu errichteten Saalbau in der Junghofstraße verlegt und damit einer breiten Öffentlichkeit zugänglich gemacht. Der Saalbau, ein Werk des Frankfurter Architekten Heinrich Burnitz, verfügte über einen Konzertsaal mit 1800 Plätzen und einen kleinen Saal für Vorträge und Kammerkonzerte, dazu die erforderlichen Nebenräume, sowie einen Bankettsaal im Brückenbau über die Junghofstraße. Der große Saal maß 42 auf 24 Meter, war 14 Meter hoch und verfügte über eine hervorragende Akustik. Am 18. November 1861 wurde er mit einer feierlichen Aufführung der Schöpfung von Joseph Haydn eröffnet. Für acht Jahrzehnte, bis zu seiner Zerstörung 1944, blieb er der Mittelpunkt des Frankfurter Konzertlebens.
Neben den Orchesterkonzerten wurde 1870 die Kammermusik-Reihe ins Leben gerufen, bei der Johannes Brahms mehrfach als Pianist auftrat und einige seiner Werke zur Uraufführung brachte. Seit 1887 dirigierte Richard Strauss häufig die Museumskonzerte. Seine symphonischen Dichtungen Also sprach Zarathustra (1896) und Ein Heldenleben (1899) wurden hier uraufgeführt, die Symphonia domestica dirigierte er hier 1904 bei der europäischen Erstaufführung.
1891 ging Carl Müller in den Ruhestand. Bei der Wahl seines Nachfolgers durchbrach man erstmals die zur Tradition gewordene Personalunion mit dem Cäcilienverein. Gustav Kogel übernahm die Museumskonzerte, während der von Johannes Brahms empfohlene August Grüters Leiter des Cäcilienchores wurde. Kogel modernisierte das Programm der Museumskonzerte, bei denen nun mit Vorliebe Werke zeitgenössischer und ausländischer Komponisten wie Tschaikowski, Bruckner, Strauss und Dvořák erklangen. Pro Konzertabend wurde nur noch ein Solist eingeladen, die Orchesterwerke standen nun im Vordergrund.
1903 nahm Kogel seinen Abschied. Das Museum wählte Siegmund von Hausegger zum Nachfolger, der aber 1906 nach München ging.
Eine Blütezeit erlebten die Museumskonzerte in der Zeit zwischen 1907 und 1920 unter der Leitung von Willem Mengelberg. 1915 bis 1922 saß zudem der Komponist Paul Hindemith als Konzertmeister am ersten Pult.
Als Mengelberg 1920 nach einem Konflikt mit der Presse ging, folgte ein zweijähriges Interregnum, während dessen Wilhelm Furtwängler 16 Museumskonzerte dirigierte. Er nahm aber den Ruf der Museums-Gesellschaft, die ihn gerne als Chefdirigenten gewonnen hätte, nicht an, sondern ging stattdessen nach Berlin. Daraufhin vertraute das Museum seine Konzerte dem jungen Dirigenten Hermann Scherchen an, einem brillanten Musiker, der jedoch mit seinem Engagement für die damals noch ungewohnte Neue Musik Arnold Schönbergs, Igor Strawinskis oder Paul Hindemiths das Publikum verstörte. 1924 wandte Scherchen sich von der Museums-Gesellschaft ab und dem neu gegründeten Frankfurter Orchesterverein zu.
Daraufhin wurde Clemens Krauss, der kurz zuvor als Opernchef verpflichtet worden war, zum Generalmusikdirektor ernannt, der erstmals seit 1848 die Leitung von Oper und Museum wieder in einer Hand vereinigte. 
Nach fünf äußerst erfolgreichen Jahren ging Krauss an die Wiener Staatsoper. Sein Nachfolger wurde Hans Wilhelm Steinberg aus Köln, der zuvor eine Prager Bühne geleitet hatte. Die Museums-Gesellschaft sperrte sich aber gegen die Verpflichtung Steinbergs als ständigen Dirigenten und verhandelte stattdessen mit Issay (Isaac) Dobrowen, der zwischen 1929 und 1932 die Mehrzahl der Museumskonzerte dirigierte, sowie mit Otto Klemperer. 
Während der Weltwirtschaftskrise 1931/32 geriet auch die Museums-Gesellschaft in wirtschaftliche Schwierigkeiten, zumal mit dem Frankfurter Rundfunk-Symphonie-Orchester, das seit 1929 unter Leitung von Hans Rosbaud stand, eine Konkurrenz erwachsen war, die dem Museum zahlreiche Abonnenten abgeworben hatte.
Nach der Machtergreifung der Nationalsozialisten wurde der neue Oberbürgermeister Friedrich Krebs von Amts wegen Mitglied des Vorstandes der Museums-Gesellschaft und versuchte in dieser Funktion u. a., den als linientreu ausgewiesenen Hermann Abendroth als neuen Museums-Dirigenten zu installieren. Die Museums-Gesellschaft sperrte sich jedoch gegen die Gleichschaltung und eine rasche Wiederbesetzung der Stelle. Georg Ludwig Jochum leitete fünf Jahre lang als ständiger Gastdirigent die Museumskonzerte, die zeitweilig mit den Konzerten des „Reichssenders Frankfurt“ (zuvor „Südwestdeutscher Rundfunk“) zwangsweise fusioniert wurden. Erst zur Spielzeit 1937/38 erhielt Frankfurt mit Franz Konwitschny wieder einen Generalmusikdirektor, der bis zur Zerstörung des Saalbaus und des Opernhauses bei den Luftangriffen auf Frankfurt am Main am 29. Januar 1944 und am 22. März 1944 den Betrieb aufrechterhielt.

## Die Museumskonzerte in der Nachkriegszeit

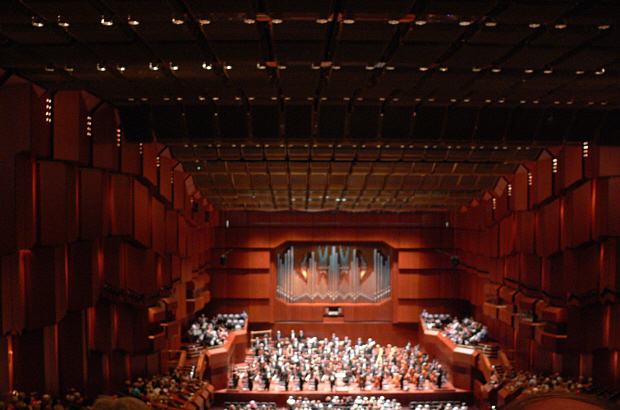
Das Museumsorchester nach einem Konzert im Großen Saal der Alten Oper, 2007

Nach dem Zweiten Weltkrieg wurden die Museumskonzerte Ende 1945 zunächst im Saal der Neuen Börse wieder aufgenommen. Ab 1952 fanden die Sinfoniekonzerte im renovierten Schauspielhaus statt, das seither als „Großes Haus“ Spielstätte der Oper war. Die Kammerkonzerte wurden zunächst im Sendesaal des alten Funkhauses, später im Cantatesaal und schließlich im Saal der Deutschen Bank in der Junghofstraße veranstaltet, wo sich bis zum Krieg der Saalbau befunden hatte.
Seit 1981 finden alle Konzerte der Gesellschaft in der als Konzerthaus wiederaufgebauten Alten Oper statt. Die künstlerische Leitung der Museumskonzerte hat der jeweilige Generalmusikdirektor der Oper Frankfurt. Seit der Spielzeit 2008/2009 ist dies Sebastian Weigle.